# Deep Purple
Deep Purple és un grup de rock anglès fundat a Hertford (Hertfordshire) el 1968. Juntament amb Led Zeppelin i Black Sabbath, es considera que són un dels grups pioners del heavy metal i el hard rock modern, tot i que alguns membres intenten no categoritzar-se en un gènere. La banda també incorporava elements de música clàssica, blues-rock, pop i rock progressiu. Un cop van ser llistats al Llibre Guinness de Rècords com la banda més sorollosa, i han venut uns 150 milions d'àlbums arreu del món. Deep Purple estava a la posició 22 del programa de la VH1 Greatest Artists of Hard Rock (Els més Grans Artistes del Hard Rock).
La banda ha canviat molts cops de formació i va deixar d'actuar durant vuit anys (1976-84). Les formacions entre el 1968 i el 1976 s'anomenen normalment Mark I, II, III i IV. A la segona formació, la més reeixida comercialment, hi havia Ian Gillan (vocals), Ritchie Blackmore (guitarrista), Jon Lord (teclat), Roger Glover (baix elèctric) i Ian Paice (bateria). Aquesta formació va ser activa entre el 1969 i el 73 i va tornar a actuar entre el 1984 i el 89 i un altre cop el 1993 abans que les desavinences entre Blackmore i els altres membres esdevinguessin irreparables. La formació entre el 1994 i el 2022, incloent Steve Morse -guitarrista de Dixie Dregs i breument de Kansas- va experimentar una estabilitat real que va permetre al grup recuperar ganes i creativitat. Per motius familiars, el març del 2022, Steve abandona la banda, substituït per Simon McBride (Sweet Savage).
Des que Lord va retirar-se el 2002, Paice és l'únic membre original.

## Precedents
El grup Episode Six, que va editar alguns single al Regne Unit a mitjans dels anys 60, estava format per Ian Gillan a la veu, Graham Dimmock a la guitarra, Roger Glover al baix, Tony Lander a la guitarra, Sheila Carter als teclats, i Harvey Shields a la bateria. Tot i fer nombroses gires, mai van arribar a ser un grup d'èxit.
El 1967 es va crear el grup Flowerpot Men, conegut fins aleshores com a The Ivy League, basat en un trio vocal. El nou nom s'inspirava en el programa televisiu infantil The Flowerpot Men, i suggeria clars lligams amb la psicodèlia, el Flower Power i el consum de substàncies com el cànnabis. La cançó més popular del grup fou Let's Go To San Francisco, que molts oients van interpretar com a paròdia de l'èxit de Scott McKenzie If You're Going to San Francisco, cosa que la banda va negar. La seva formació incloïa Tony Burrows, Neil Landon, Robin Shaw i Pete Nelson a les veus, Ged Stone a la guitarra, Nick Simper al baix, Jon Lord a l'orgue, i Carlo Little bateria. Jon Lord havia estat membre de The Artwoods, Nick Simper havia format part del grup de Screaming Lord Sutch, on també havia tocat amb el guitarrista Ritchie Blackmore.

## Inicis
L'any 1967, el qui havia estat bateria dels Searchers, Chris Curtis, es posà en contacte amb Tony Edwards amb la voluntat que aquest fos el mànager del grup que tenia previst crear. Edwards accedí a finançar el projecte juntament amb un parell de socis, John Coletta i Ron Hire (Hire-Edwards-Coletta – HEC Enterprises).
Curtis va iniciar una sèrie de contactes per trobar els músics que haurien de formar part del grup, que s'anomenaria Roundabout, amb Jon Lord, que tocava l'Orgue Hammond. Tot seguit va convèncer el guitarrista Ritchie Blackmore que tornés d'Hamburg per fer una audició. El mateix Curtis aviat va abandonar el grup però tant HEC Enterprises com Lord i Blackmore van voler mantenir el projecte en actiu, raó per la qual van sol·licitar l'entrada al grup dels músics Nick Simper (baix), Rod Evans (veu) i Ian Paice (bateria), els dos darrers provinents del grup The Maze. Després dels primers concerts a una gira per Dinamarca la primavera del 1968, la banda va decidir, a suggeriment de Blackmore, canviar el nom i esdevenir Deep Purple.
L'octubre del 1968, el grup va tenir un notable èxit als Estats Units amb la versió de la cançó Hush de Joe South, que formava part del seu primer disc, Shades of Deep Purple, raó per la qual foren contractats per fer de teloners de Cream a la gira del seu disc Goodbye. Aviat van ser acomiadats de la gira perquè començaven a fer ombra al grup principal i també per la rivalitat existent entre Blackmore i el guitarrista de Cream, Eric Clapton. L'any 1969 es van publicar els dos següents discs, qua van assolir un èxit moderat: The Book of Taliesyn i Deep Purple, el darrer dels quals incloïa una orquestra a algunes de les seves cançons. Després d'aquests tres primers discs i de nombroses gires pels Estats Units, Ian Gillan va substituir Evans a la veu i Roger Glover va fer el mateix amb Simper al baix, donant lloc a la que seria considerada com a formació clàssica de Deep Purple, també anomenada Mark II (segons el sistema de numeració de les diverses formacions que el grup ha arribat a tenir al llarg de la seva carrera). Aquesta formació del grup, doncs, és la responsable d'un dels discs emblemàtics de la història del rock, el Concerto for Group and Orchestra, una obra simfònica en tres moviments composta per Lord i interpretada en directe al Royal Albert Hall per la London Philharmonic Orchestra, dirigida per Sir Malcolm Arnold. Aquest disc, juntament amb Five Bridges de The Nice, és considerat una de les primeres col·laboracions reeixides entre una banda de rock i una orquestra.

## Assoliment d'èxit mundial
Després del disc amb orquestra, un projecte que Lord sempre havia tingut al cap, la banda va sorprendre tothom amb l'edició d'un disc on el virtuosisme, el tractament sonor dels instruments durant l'enregistrament, l'enduriment de les línies vocals (crits inclosos) i la radicalització de l'estil, més contundent i electrificat, van donar lloc a una de les obres pioneres del rock dur, Deep Purple in Rock (enregistrat entre el 1969 i el 1970), obra de referència del gènere i una de les fites que més influència exercirien dins del Rock. Fins al 1973, Deep Purple esdevingueren un dels grup de més fama a nivell mundial després d'editar els discs Fireball (més progressiu que el seu predecessor), Machine Head (disc d'un cert retorn al rock dur i que és també conegut per incloure la cançó Smoke on the Water), i el doble disc en directe Made in Japan.
Després del disc Who Do We Think We Are (1973), que incloïa l'exitós single Woman from Tokyo, les tensions personals entre els components de la banda van donar com a resultat la sortida de Gillan i Glover, substituïts respectivament pel desconegut cantant David Coverdale i el baixista i també cantant Glenn Hughes, provinent del grup Trapeze. Aquesta nova formació, la Mark III, va publicar dos discs: Burn (1974) i Stormbringer (1974), on la influència de Hughes i Coverdale es va fer notar a l'estil del grup, cada cop amb més tendència envers el Funk i el Soul. Aquesta evolució no va agradar Blackmore, raó per la qual el guitarrista va decidir formar el seu propi grup Rainbow.
La substitució de Blackmore, un dels màxims responsables del so i les composicions de la banda, representà un enorme repte. El seu lloc fou ocupat pel guitarrista nord-americà Tommy Bolin, que havia assolit una notable reputació pel seu treball amb Zephyr, James Gang i Billy Cobham (amb aquest últim, Bolin va enregistrar el que és una de les fites del Jazz Fusion, el disc Spectrum). Atesa la tendència estilística que havia adquirit el grup als seus dos darrers discs, la inclusió de Bolin es va demostrar idònia i es va materialitzar al disc Come Taste the Band (1975), que malgrat la seva qualitat no va satisfer les expectatives dels seguidors de l'etapa més clàssica del grup. Això, juntament amb el progressiu creixement de la rivalitat entre Coverdale i Hughes, i amb el fet que Bolin patia una forta dependència de l'heroïna, van propiciar una gira caracteritzada per les actuacions irregulars i van resultar en la dissolució del grup. Poc després, Bolin moriria d'una sobredosi d'heroïna a Miami.
Aquesta separació va donar lloc a diverses bandes de notable èxit com Rainbow, Whitesnake i Gillan, anomenades popularment com la "nissaga Purple". Malgrat això hi va haver una creixent pressió dels seguidors i promotors per una reunió del grup.

## La reunió
Aquest clima explica el fet que el 1980 Rod Evans, juntament amb un grup de músics desconeguts, fes una gira sota el nom de Deep Purple. Com a únic membre original del grup, i força desconegut pel gruix dels seguidors, aquesta gira va provocar una reacció hostil entre els fans i la premsa que van veure tot plegat com un frau. El grup va fer alguns concerts a Mèxic i als Estats Units abans que es decidís d'emprendre accions legals contra la utilització del nom de Deep Purple.
L'abril del 1984, el programa The Friday Rock Show de la BBC va anunciar que la formació clàssica de Deep Purple, amb Blackmore, Gillan, Glover, Lord, i Paice, havia decidit reunir-se i estava enregistrant nou material. Es va signar un contracte amb Polydor a Europa i Mercury a Nord-amèrica i l'octubre del 1984 es va editar el disc Perfect Strangers, la gira del qual va començar a Nova Zelanda i va arribar a Europa l'estiu següent envoltada d'un gran èxit.
La reformada Mark II va enregistrar un nou disc, The House of Blue Light (1987), que no va assolir l'èxit del seu predecessor, i de la seva gira es va extreure el material que formaria el doble disc en directe Nobody's Perfect (1988), que incloïa una versió de "Hush" que va aparèixer com a single commemoratiu dels 20 anys de la banda. Els problemes de caràcter personal entre Gillan i Blackmore, qua havien propiciat el trencament de la formació l'any 1973 havien anat creixent novament i el 1989 el cantant va ser expulsat del grup. El seu substitut fou Joe Lynn Turner, que havia estat cantant de Rainbow a les ordres de Blackmore a principis dels vuitanta. Aquesta formació va enregistrar el disc Slaves & Masters 1990) i en va fer la gira corresponent. Malgrat la qualitat del disc, un sector dels seguidors del grup no van acceptar la presència de l'exRaimbow.
El fet que Lord, Paice i Glover eren partidaris d'un retorn de Gillan, i que estaven sorgint pressions per forçar una segona reunió que commemorés el 25è aniversari del naixement de la Mark II, Joe Lynn Turner va abandonar el grup quan tot just s'estava enregistrant el que havia de ser el proper disc de la banda. Blackmore hi va accedir i Blackmore i la clàssica formació va enregistrar el disc The Battle Rages On (1993). la posterior gira europea, malgrat ser un èxit, no va evitar el ressorgiment de les velles tensions entre Gillan i Blackmore. A conseqüència d'això, Blackmore va abandonar el grup a mitjan gira el novembre del 1993. Joe Satriani es va fer càrrec de la guitarra i va permetre que el grup pogués fer la resta de la gira (Japó)) fins al desembre. Satriani va romandre com a guitarrista fins a la gira d'estiu del 1994 quan, malgrat que se li va oferir esdevenir guitarrista permanent del grup, va preferir continuar la seva carrera en solitari. El grup es va posar en contacte aleshores amb el prestigiós exmembre dels Dixie Dregs, Steve Morse, que ha estat guitarrista de Deep Purple fins a l'actualitat.

## Renovació
La nova i revitalitzada formació va gaudir d'un notable èxit al llarg dels anys 90 i va publicar dos nous discs d'estudi Purpendicular 1996, i Abandon (1998), que van rebre crítiques molt positives, i diversos directes.
El 1999, per commemorar el 30è aniversari de l'esdeveniment, Jon Lord, amb l'ajut d'un fan i musicòleg, va revisar el Concerto for Group and Orchestra, i l'obra fou novament interpretada al Royal Albert Hall al setembre, aquest cop amb la London Symphony Orchestra dirigida per Paul Mann. També foren interpretades, amb grup i orquestra, algunes peces de les carreres dels membres del grup, juntament amb alguns clàssics de Deep Purple especialment arranjats per a l'ocasió. Tot plegat es va recollir al disc i DVD In Concert with the London Symphony Orchestra (2000).
La banda va seguir fent gires constantment fins al 2002, quan Jon Lord (membre fundador del grup i que, juntament amb Ian Paice, era l'únic que havia estat present a totes les encarnacions de la banda) anuncià que abandonava amistosament el grup i es retirava per dedicar-se a projectes personals, especialment composicions orquestrals. El seu substitut fou el veterà teclista Don Airey, que havia estat, entre d'altres, amb Rainbow i Whitesnake).
El 2003, Deep Purple van publicar Bananas, de títol i estètica controvertides però èxit de vendes, i que era el seu primer disc d'estudi en cinc anys. El novembre del 2005, 37è any de vida de Deep Purple, el grup va protagonitzar un cert retorn al seu vessant més progressiu amb l'edició del disc Rapture of the Deep, reconegut per molts com el seu disc més reeixit des de Purpendicular.

## Deep Purple i el Heavy Metal
Malgrat que sovint se'ls ha associat amb aquest subgènere, Deep Purple no ha estat mai una banda de Heavy Metal, encara que moltes bandes de Heavy Metal reconeixen el grup britànic com una clara influència. Al llarg dels anys, el grup ha anat evolucionant pel que fa al seu estil, en part degut als diversos canvis de personal a les seves formacions, però sempre s'ha caracteritzat per tenir músics d'alt nivell tècnic dins del seu gènere, i per tenir especial cura a l'hora de compondre i de treballar els arranjaments. Algunes formacions de Deep Purple han dut elements del jazz i de la música clàssica europea a un context de rock, cosa que ha estat facilitada pel seu gust pels desenvolupaments instrumentals, els llargs solos i la improvisació.

## Formacions
El salt entre Mk (Mark) V i Mk VII, fa referència als concerts que el grup va fer amb Joe Satriani a la guitarra, quan Ritchie Blackmore va abandonar la banda durant la seva gira del 1994. La Mk VI és l'única formació de Deep Purple que no ha editat cap enregistrament oficial.

### Línia temporal de les gravacions
| Rol             | Àlbum                        | Àlbum                       | Àlbum              | Àlbum                      | Àlbum             | Àlbum               | Àlbum                         | Àlbum             | Àlbum               | Àlbum                      | Àlbum                   | Àlbum                          | Àlbum                     | Àlbum                         | Àlbum                | Àlbum          | Àlbum          | Àlbum                      | Àlbum             | Àlbum           | Àlbum          |
| Rol             | Shades of Deep Purple (1968) | The Book of Taliesyn (1968) | Deep Purple (1978) | Deep Purple in Rock (1970) | Fireball (1971)   | Machine Head (1972) | Who Do We Think We Are (1973) | Burn (1974)       | Stormbringer (1974) | Come Taste the Band (1975) | Perfect Stranger (1984) | The House of Blue Light (1987) | Slaves and Masters (1990) | The Battle Rages On... (1993) | Purpendicular (1998) | Abandon (1998) | Bananas (2003) | Rapture of the Deep (2005) | Now What?! (2013) | Infinite (2017) | Whoosh! (2020) |
| --------------- | ---------------------------- | --------------------------- | ------------------ | -------------------------- | ----------------- | ------------------- | ----------------------------- | ----------------- | ------------------- | -------------------------- | ----------------------- | ------------------------------ | ------------------------- | ----------------------------- | -------------------- | -------------- | -------------- | -------------------------- | ----------------- | --------------- | -------------- |
| Veus principals | Rod Evans                    | Rod Evans                   | Rod Evans          | Ian Gillan                 | Ian Gillan        | Ian Gillan          | Ian Gillan                    | David Coverdale   | David Coverdale     | David Coverdale            | Ian Gillan              | Ian Gillan                     | Joe Lynn Turner           | Ian Gillan                    | Ian Gillan           | Ian Gillan     | Ian Gillan     | Ian Gillan                 | Ian Gillan        | Ian Gillan      | Ian Gillan     |
| Guitarres       | Ritchie Blackmore            | Ritchie Blackmore           | Ritchie Blackmore  | Ritchie Blackmore          | Ritchie Blackmore | Ritchie Blackmore   | Ritchie Blackmore             | Ritchie Blackmore | Ritchie Blackmore   | Tommy Bolin                | Ritchie Blackmore       | Ritchie Blackmore              | Ritchie Blackmore         | Ritchie Blackmore             | Steve Morse          | Steve Morse    | Steve Morse    | Steve Morse                | Steve Morse       | Steve Morse     | Steve Morse    |
| Baix elèctric   | Nick Simper                  | Nick Simper                 | Nick Simper        | Roger Glover               | Roger Glover      | Roger Glover        | Roger Glover                  | Glenn Hughes      | Glenn Hughes        | Glenn Hughes               | Roger Glover            | Roger Glover                   | Roger Glover              | Roger Glover                  | Roger Glover         | Roger Glover   | Roger Glover   | Roger Glover               | Roger Glover      | Roger Glover    | Roger Glover   |
| Teclats         | Jon Lord                     | Jon Lord                    | Jon Lord           | Jon Lord                   | Jon Lord          | Jon Lord            | Jon Lord                      | Jon Lord          | Jon Lord            | Jon Lord                   | Jon Lord                | Jon Lord                       | Jon Lord                  | Jon Lord                      | Jon Lord             | Jon Lord       | Don Airey      | Don Airey                  | Don Airey         | Don Airey       | Don Airey      |
| Bateria         | Ian Paice                    | Ian Paice                   | Ian Paice          | Ian Paice                  | Ian Paice         | Ian Paice           | Ian Paice                     | Ian Paice         | Ian Paice           | Ian Paice                  | Ian Paice               | Ian Paice                      | Ian Paice                 | Ian Paice                     | Ian Paice            | Ian Paice      | Ian Paice      | Ian Paice                  | Ian Paice         | Ian Paice       | Ian Paice      |

## Gires mundials

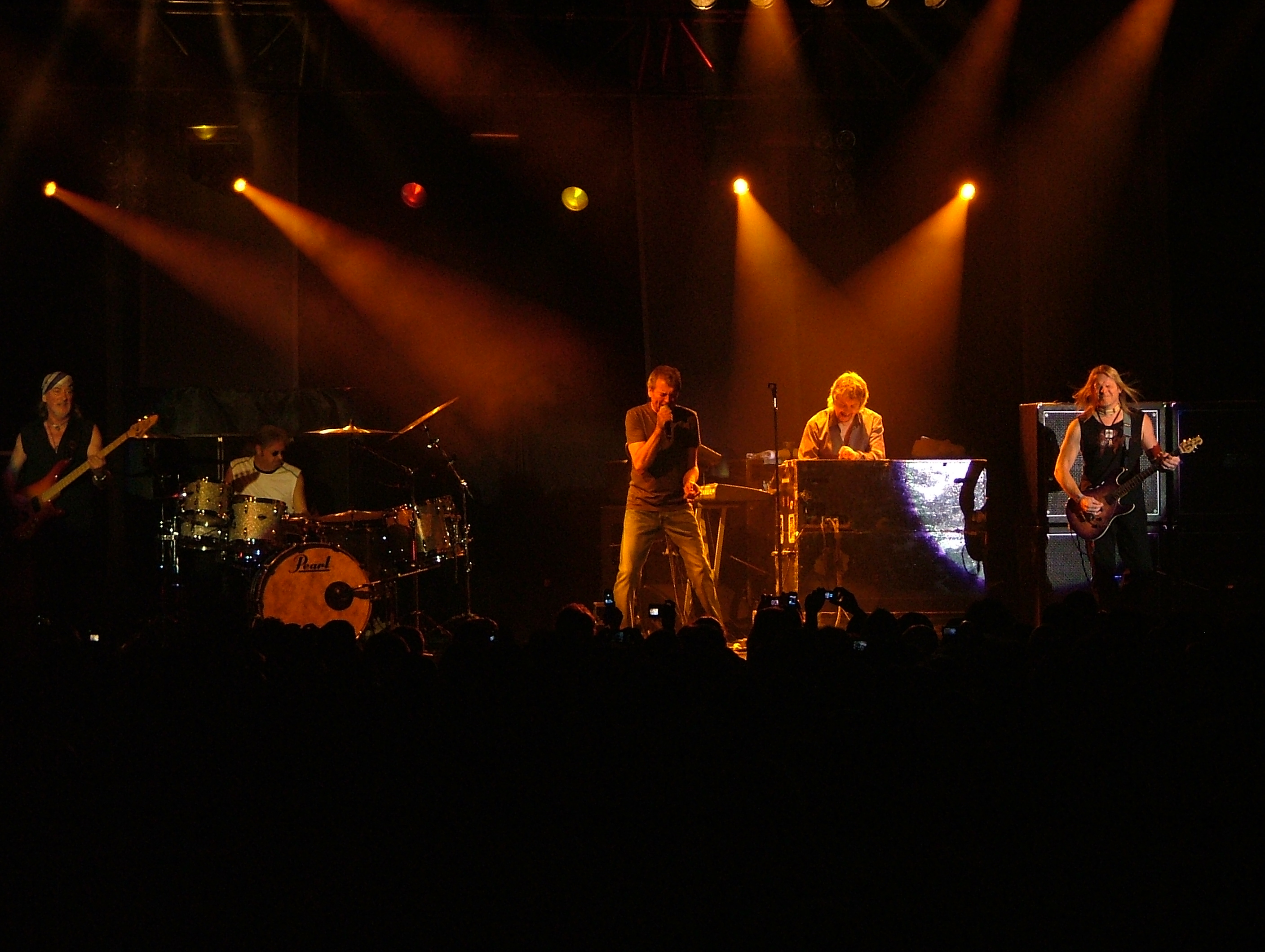
Deep Purple durant el Deep Purple 40 Years Anniversary Tour, a Tel-Aviv (Israel) a Hangar 11, el setembre del 2008

Es considera que Deep Purple és una de les bandes que fa més gires al món. Des del 1968 fins avui (exceptuant la separació entre el 1976 i el 1983) continuen fent gires arreu del món. El 2007 van rebre un premi especial per vendre més de 150.000 tiquets a França en 40 actuacions al país només el 2007.
El 2007, la Rapture of the Deep Tour va ser votada la sisena millor gira de l'any (de tots els gèneres musicals) pels oients de Planet Rock. La gira A Bigger Bang Tour dels Rolling Stones va ser votada la cinquena, superant la gira de Deep Purple per només un 1%. Deep Purple va llançar un nou DVD de recopilació en directe, Around the World Live, el maig del 2008. El febrer del 2008, la banda va fer la seva primera actuació al Kremlin de Moscou per una petició personal de Dmitry Medvedev, que llavors era el candidat favorit per al càrrec de President de Rússia. La banda va actuar al Campionat d'Esquí Nòrdic del 2009 a Liberec (República Txeca).
- Deep Purple Debut Tour, 1968
- Shades of Deep Purple Tour, 1968
- The Book of Taliesyn Tour, 1968
- Deep Purple European Tour (pre-tour per In Rock), 1969-1970
- In Rock World Tour, 1970-1971
- Fireball World Tour, 1971-1972
- Machine Head World Tour, 1972-1973
- Deep Purple European Tour, 1974
- Burn World Tour, 1974
- Stormbringer World Tour, 1974-1975
- Come Taste The Band World Tour, 1975-1976
- Perfect Strangers World Tour (àlies Reunion Tour, Gira de la Reunió), 1984-1985
- The House of Blue Light World Tour, 1987-1988
- Slaves and Masters World Tour, 1991
- Deep Purple 25 Years Anniversary World Tour (àlies The Battle Rages on Tour), 1993
- Deep Purple and Joe Satriani Tour, 1993-1994
- Deep Purple Secret Mexican Tour, 1994
- Deep Purple Secret USA Tour, 1994-1995
- Deep Purple Asian & African Tour, 1995
- Purpendicular World Tour, 1996-1997
- A Band on World Tour, 1998-1999
- Concerto World Tour, 2000-2001
- Deep Purple World Tour, 2001-2003
- Bananas World Tour, 2003-2005
- Rapture of the Deep World Tour, 2006-2009